# COROT-9b
COROT-9b is een exoplaneet die is ontdekt met de Franse ruimtetelescoop Corot. De planeet bevindt zich op een afstand van 1.500 lichtjaar in het sterrenbeeld Slang. COROT-9b is ongeveer even groot en 0,8x zo zwaar als Jupiter. De baan die de planeet om de ster beschrijft is vergelijkbaar met de baan van Mercurius om de Zon. De samenstelling is hoofdzakelijk waterstof en helium wat vergelijkbaar is met de gasreuzen Jupiter en Saturnus.
De planeet heeft een periode van 95 dagen. De overgangstijd bedraagt 8 uur waardoor relatief veel informatie is te vergaren. Naar blijkt is COROT-9b aardig te vergelijken met planeten uit het zonnestelsel. Ook heerst er waarschijnlijk een gematigd klimaat.